# Вітінськ
Вітінськ (рос. Витинск) — присілок у Сєверному районі Новосибірської області Російської Федерації.
Входить до складу муніципального утворення Чебаковська сільрада. Населення становить 306 осіб (2010).

## Історія
Згідно із законом від 2 червня 2004 року органом місцевого самоврядування є Чебаковська сільрада.

## Населення
| 2002 | 2007 | 2010 |
| ---- | ---- | ---- |
| 320  | ↗337 | ↘306 |